# David Leslie, 1:e lord Newark

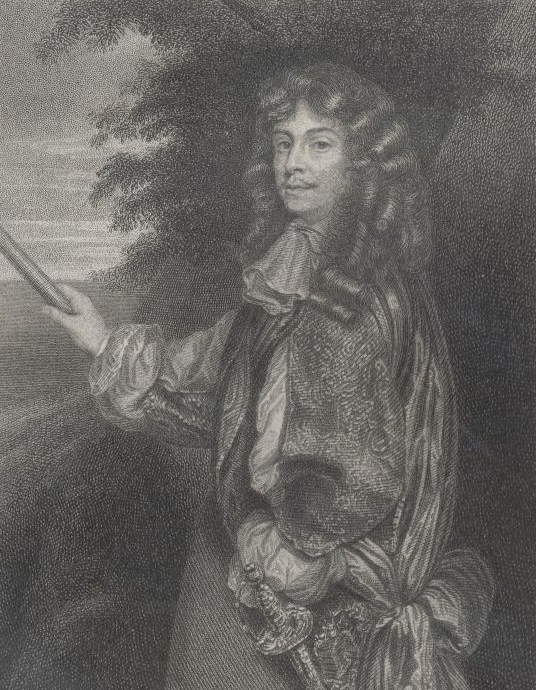
David Leslie, 1:e lord Newark.

David Leslie, 1:e lord Newark, född 1601, död 1682, var en skotsk krigare. Han var far till David Leslie, 2:e lord Newark.
Leslie, som tillhörde släktgrenen Leslie av Pitcairly, var i yngre dagar anställd i svensk krigstjänst. Han avancerade där till överste och återvände 1640 till Skottland för att deltaga i försvaret av the covenant. Leslie var 1644 generalmajor under sin frände earlen av Leven och hade väsentlig andel i segern vid Marston Moor. Hemkallad till Skottland 1645 besegrade han Montrose vid Philiphaugh (september samma år) och blev sedan Levens närmaste man i befälet över skotska armén i England. Leslie ledde 1650 med skicklighet försvaret mot Cromwell och besegrades av denne vid Dunbar (3 september), först sedan hans otåliga underbefälhavare och kyrkopartiets ombud vid armén nödgat honom att överge sin defensiva taktik. Vid Worcester (3 september 1651) förde Leslie befäl närmast under den unge Karl II; kort efter nederlaget togs han till fånga av parlamentsarmén och insattes i Towern. Han frigavs 1660 och fick efter restaurationen titeln lord Newark (1661).